# KDMR
KDMR (1190 AM) é uma estação de rádio licenciada para Kansas City, Missouri, servindo a área metropolitana de Kansas City. A estação é propriedade da Catholic Radio Network, Inc. Vai ao ar um formato de rádio religioso católico romano. A KDMR exibe programas locais e programação nacional da EWTN Radio.
A KDMR opera com 5000 watts por dia. Como AM 1190 é uma frequência de canal livre reservada para as estações Classe A KEX em Portland, Oregon e XEWK em Zapopan, Jalisco, México, a KDMR deve reduzir a potência à noite para 500 watts para evitar interferências. A programação é transmitida simultaneamente na estação tradutora FM K237GQ em Kansas City, Kansas, a 95,3 MHz.